# 山進電子
山進電子（さんしんでんし、中国語：山進電子工業股份有限公司、ピンイン：Shān Jìn diànzi 英語: Sangean Electronics, Inc.）は台湾新北市中和区に本社を置く電子工業会社。

## 概要
中国の広東省東莞市に工場を持つ。事業単位を世界的に組織展開しており、オランダ フェンロー、米国スプリングス サンタフェにおいても活動している。それぞれの事業単位は関連分野の販売業者と直接連携している。
短波ラジオとデジタルオーディオで有名である。デジタルラジオ分野では日本円で数万円規模の商品を次々と投入し、DAB採用国に歓迎されている。TECSUNほど短波受信機には舵を切っていないが、ワールドバンドレシーバーの開発も続けている。

## 製品
山進電子は DAB / DAB plus radio、インターネットラジオ、work site radio、ポータブルラジオ、ハンディラジオを製造している。
Sangean ブランドはデザインに特徴がある。賞を取っている製品がいくつかあり、Golden Pin Design Awards やTaiwan Excellence Awards を受賞したものもある。
シーメンス、パナソニック、ブラウン、グルンディッヒの市場のために多くの短波ラジオの開発と販売を行っている。また Roberts のための製品の設計、製造、販売も行っている。
The UNDOK app
Sangean のほとんどのインターネットラジオは UNDOK アプリと互換性がある。UNDOK を用いるとラジオに接続した携帯端末で、入力端子（DAB、FM、Blootooth）とラジオ局とを切り替えることができる。
2023年12月28日、国内代理店の株式会社コペックジャパンより短波ラジオのフラッグシップモデルであるATS-909X2の日本向けモデルATS-909X2Jが販売開始。2024年9月10日より防災ラジオMMR-99の日本向けモデルMMR-99Jが販売開始され、また2025年2月21日よりATS-405の日本向けモデルATS-405Jが販売開始されるなど、日本市場向けへの販売も強化している。

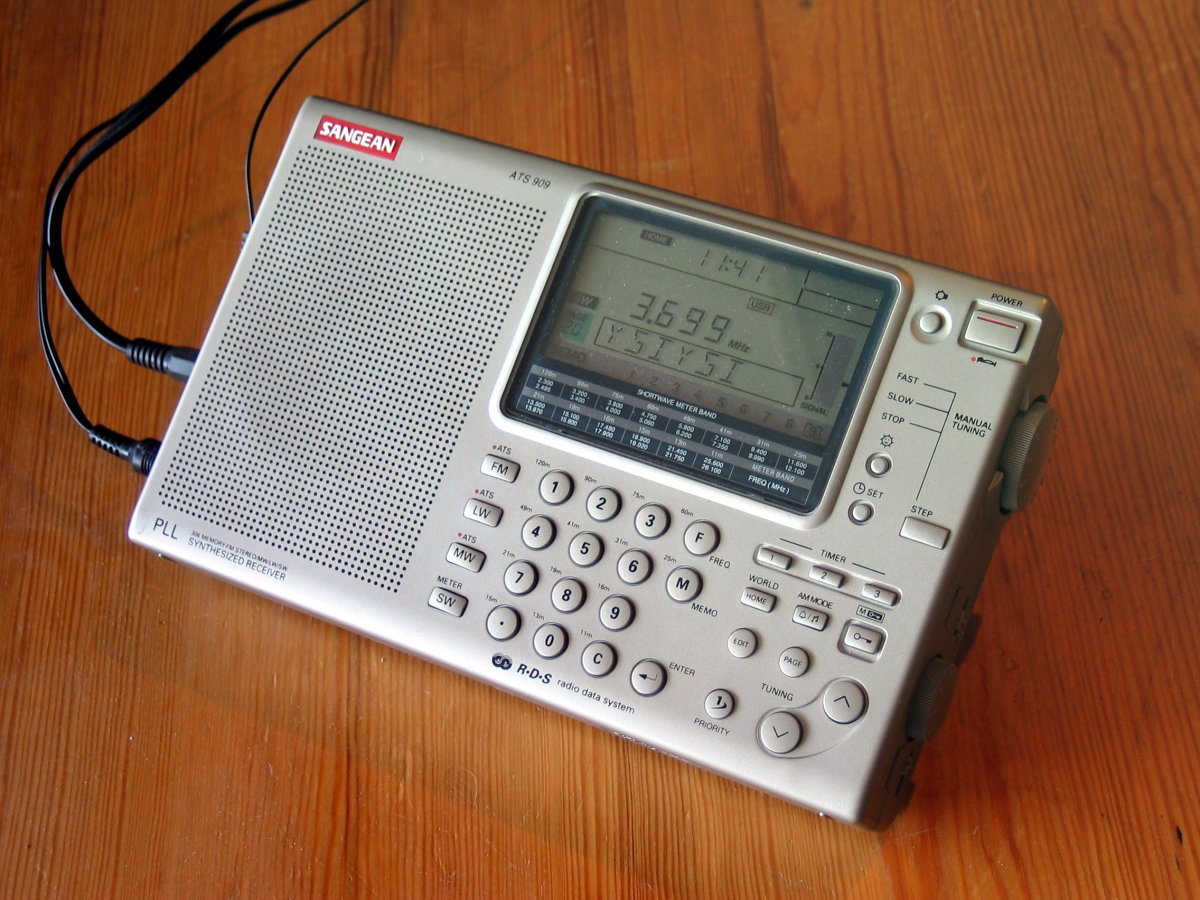
Sangean ATS 909
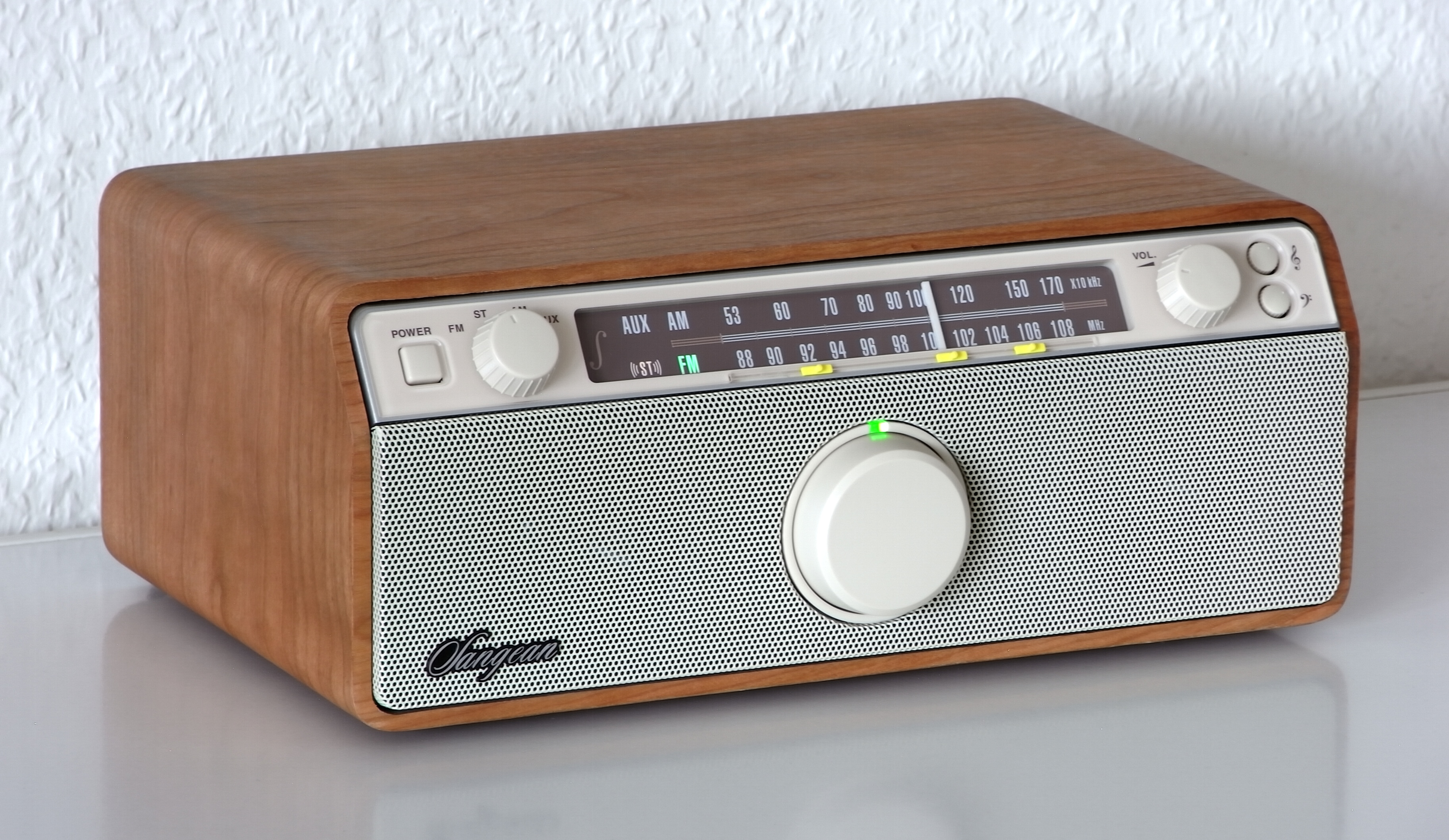
Sangean WR-12
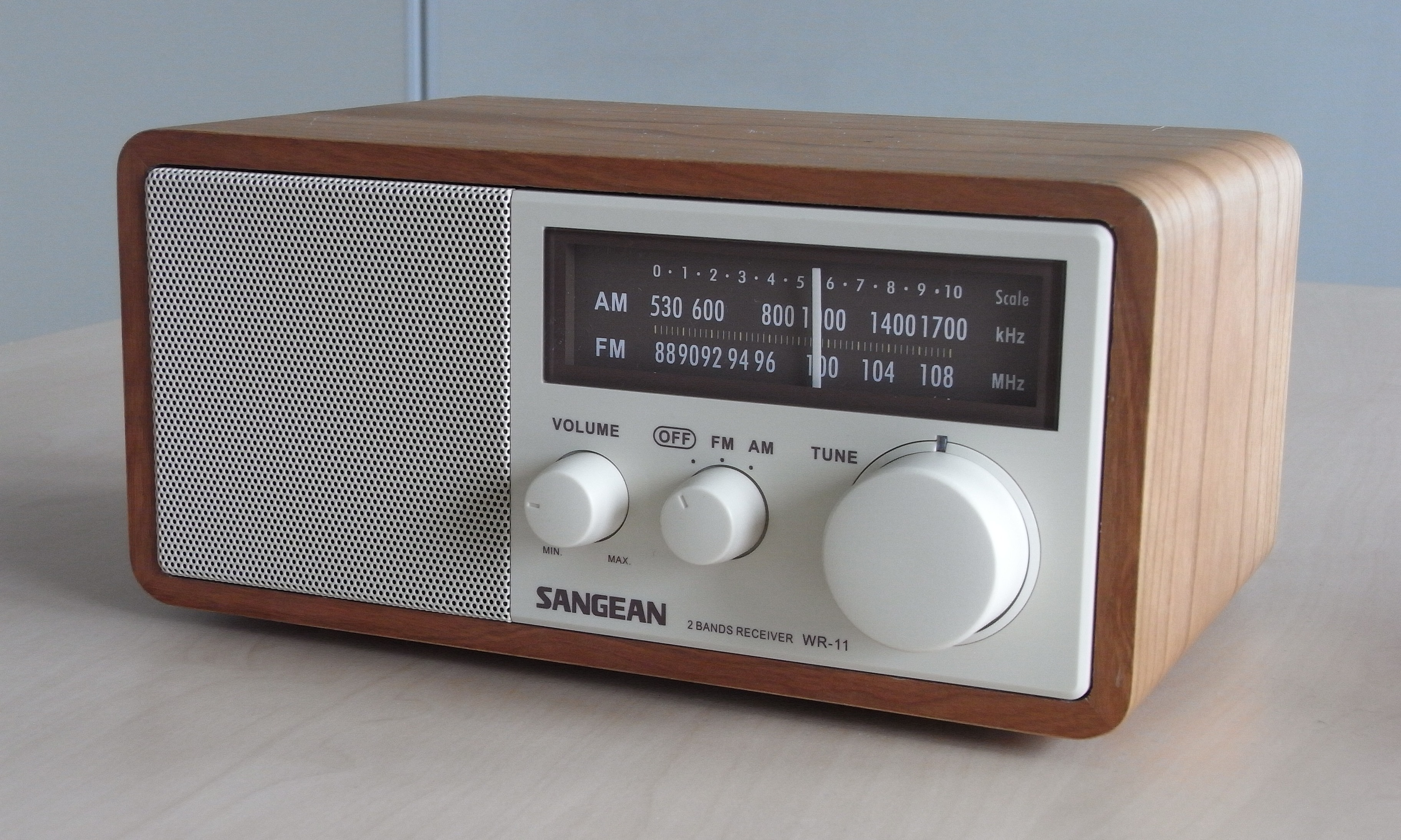
Sangean WR-11
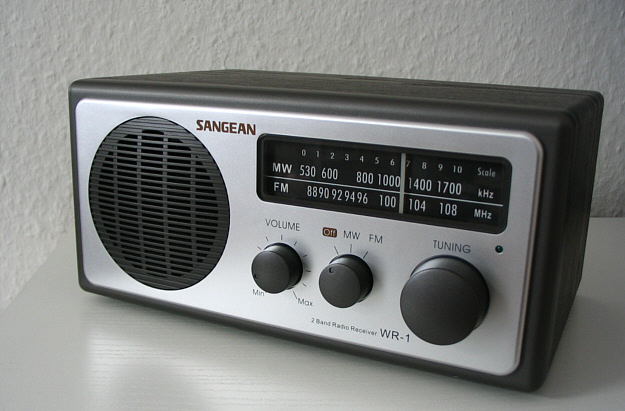
Sangean WR-1
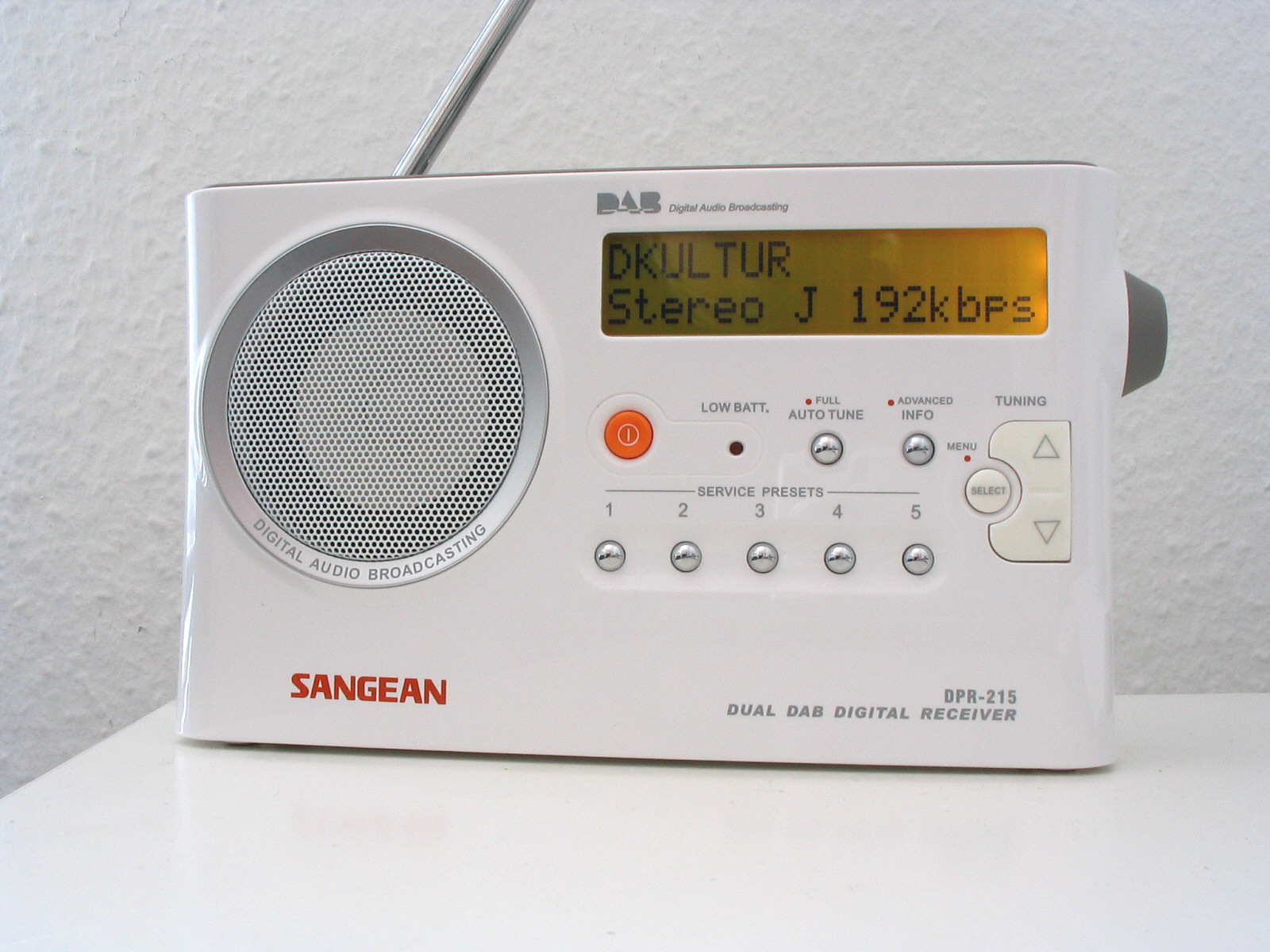
Sangean DPR-215
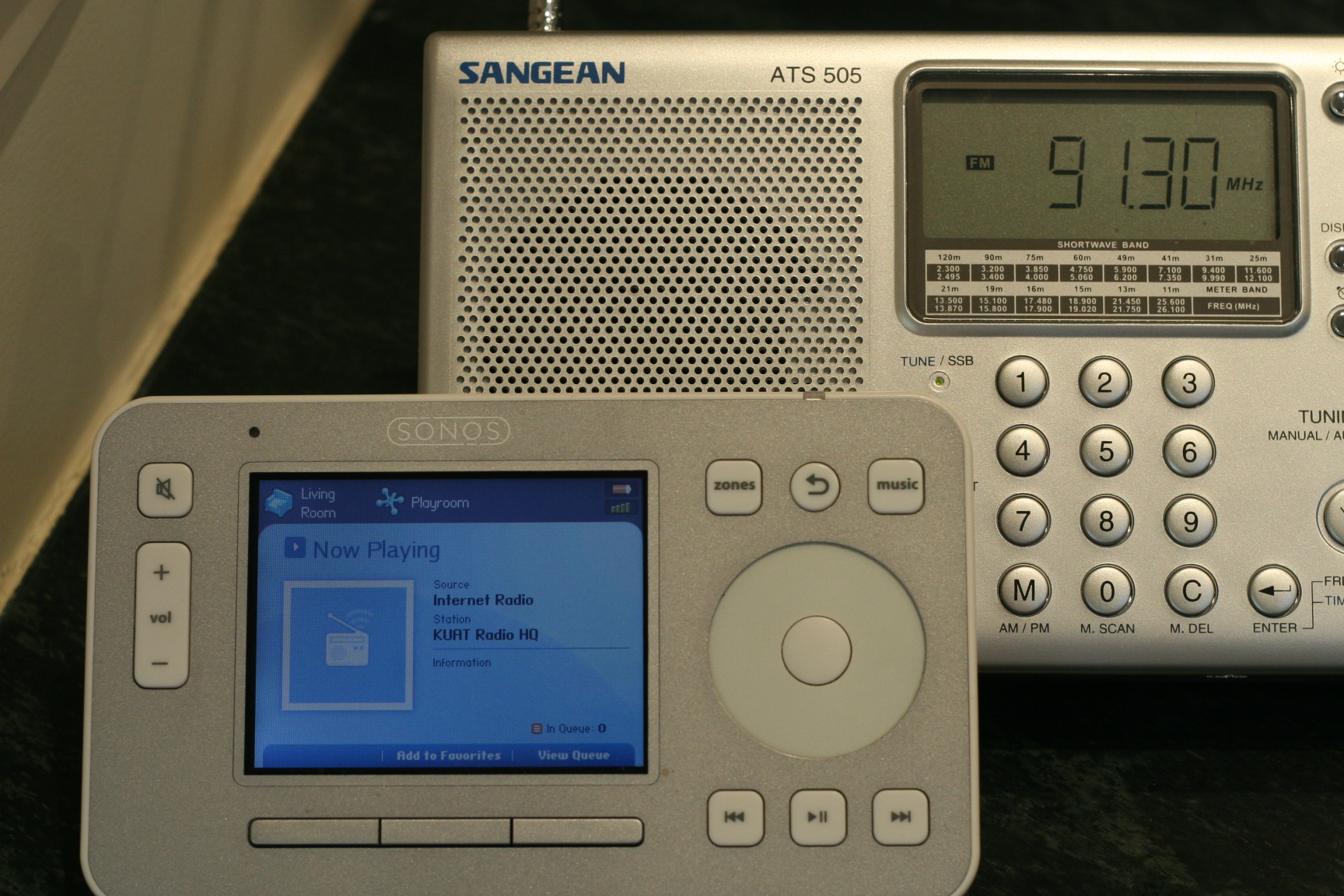
Sangean ATS 505 (top right)